# El Cerrito, Amealco de Bonfil
El Cerrito är en ort i Mexiko.   Den ligger i kommunen Amealco de Bonfil och delstaten Querétaro Arteaga, i den sydöstra delen av landet, 130 km nordväst om huvudstaden Mexico City. El Cerrito ligger 2 630 meter över havet och antalet invånare är 282.
Terrängen runt El Cerrito är kuperad västerut, men österut är den platt. El Cerrito ligger uppe på en höjd. Runt El Cerrito är det ganska tätbefolkat, med 78 invånare per kvadratkilometer. Närmaste större samhälle är Amealco, 6,6 km nordväst om El Cerrito. I omgivningarna runt El Cerrito växer huvudsakligen savannskog.